# Королевская колпица
Короле́вская ко́лпица (лат. Platalea regia) — болотная птица семейства ибисовых, подсемейства колпицы.

## Описание

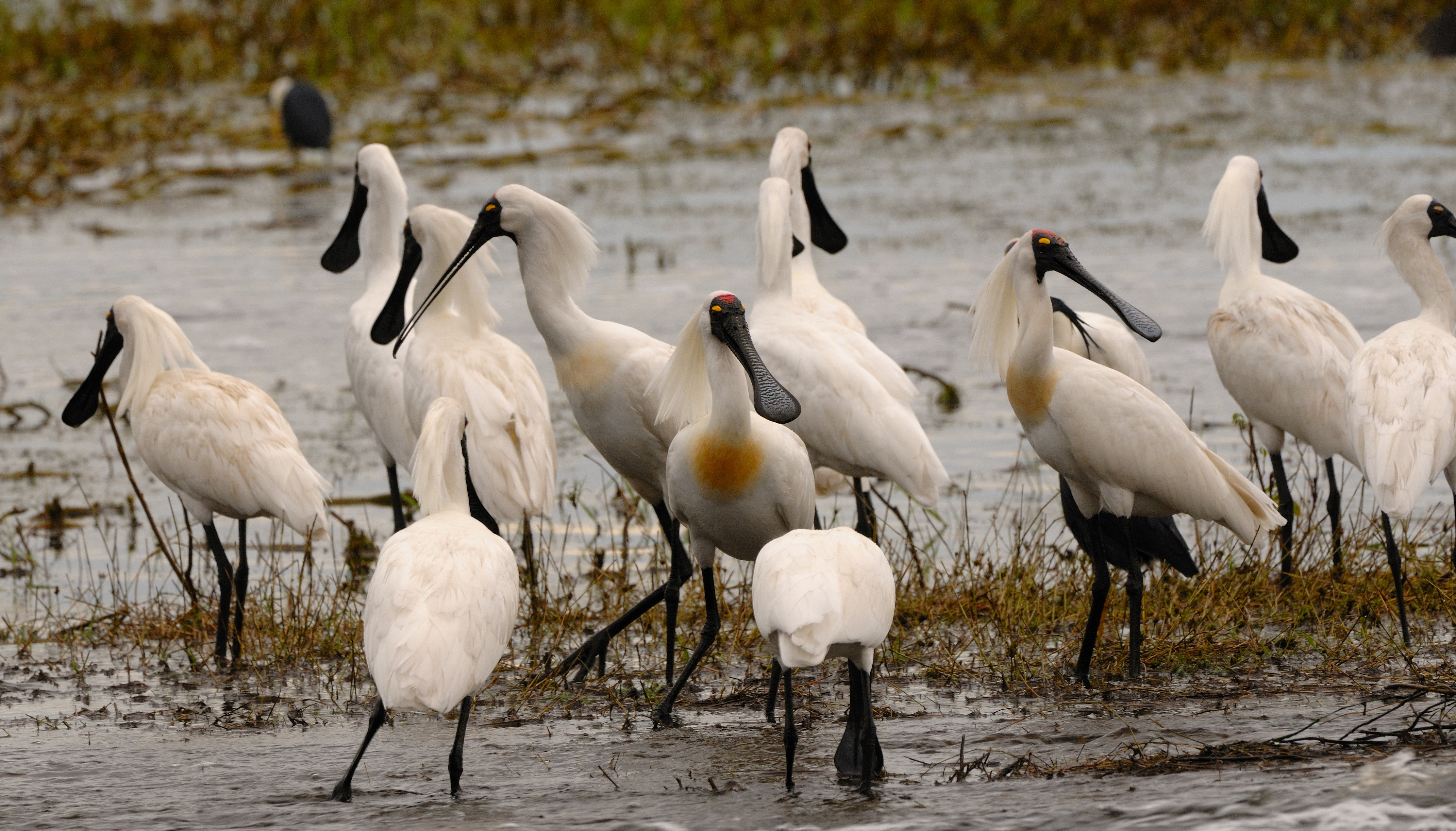

Длина тела 74—81 см. Вес 1,4—2 кг. Размах крыльев около 1,2 метра. Общая окраска оперения — белая.
Голые части головы чёрные с красным теменем и желтыми пятнами над глазами.

## Образ жизни
Как и большинство других родственных видов, медленно бродят по мелководью с опущенным в воду клювом. При этом они водят клювом в разные стороны и нащупывают возможную добычу. Иногда они погружают голову целиком под воду. К их пище относятся как мелкие земноводные и рыбы, так и растительная пища. В основном, колпицы активны ночью или в сумерках, а дневное время используют для отдыха.

## Ареал
Распространена в Австралии, на Новой Гвинее и Новой Зеландии. Также к её ареалу относятся Соломоновы острова и Новая Каледония.